# Gerhard Struber
Gerhard Struber (Kuchl, Austria, 24 de enero de 1977) es un exjugador y entrenador de fútbol austríaco. Actualmente dirige al Bristol City de la EFL Championship.

## Carrera como jugador
Como mediocampista, Struber pasó la mayor parte de su carrera en el SV Austria Salzburg de 1995 a 2001. Ganó la Bundesliga en la temporada 1996-97 con Salzburgo y la Supercopa de Austria en 1997. Al retirarse como futbolista en 2008, Struber había jugado con varios clubes menos prominentes.

## Carrera como entrenador

### Red Bull Salzburgo
Después de trabajar dos años como entrenador de sistemas de software, luego ocho años en puestos de ventas y gerencia en una compañía de seguros, Struber renunció a su trabajo para concentrarse en entrenar equipos de fútbol en 2014. Ya trabajaba a tiempo parcial como co-entrenador en la academia del Red Bull Salzburgo desde mediados de 2007 hasta mediados de 2010, y como entrenador del SV Kuchl de cuarta división durante 20 meses. En 2014, Struber comenzó a trabajar a tiempo completo como entrenador sub-15 en la academia Red Bull Salzburgo.

### FC Liefering
En junio de 2017, se convirtió en entrenador del FC Liefering junto a Janusz Góra. Struber también fue entrenador del equipo Red Bull Salzburg en la Liga Juvenil de la UEFA 2017-18, donde los campeones defensores fueron eliminados en los octavos de final. En la temporada 2018-19, se hizo cargo por completo de Liefering, pero decidió marcharse en enero para concentrarse en obtener su UEFA Pro Licence.

### Wolfsberger AC
Struber se convirtió en el nuevo entrenador de Wolfsberger AC para la temporada 2019-20. Wolfsberg ocupó el tercer lugar después de 14 juegos, al igual que la temporada anterior, y acumuló cuatro puntos de cuatro juegos en la UEFA Europa League 2019-20 antes de que Struber dejara el club.

### Barnsley
El 20 de noviembre de 2019, Struber fue nombrado entrenador del Barnsley, firmando un contrato de dos años y reemplazó a Daniel Stendel. El club estaba último en la liga, a siete puntos de la salvación. Fueron enviados a la zona de descenso durante la mayor parte de la campaña 2019-20. Con dos victorias en el tiempo de detención contra Nottingham Forest y Brentford al final de la temporada, Struber guio a Barnsley para asegurar su permanencia en el Championship por segunda temporada consecutiva. Fue ayudado por Wigan Athletic que sufrió una quita de 12 puntos por problemas administrativos. Para la temporada 2020-21, Struber se esforzó por conseguir un equipo estable, ya que no quería volver a estar en la zona de descenso y tenía objetivos ambiciosos para el futuro del club.

### New York Red Bulls
El 6 de octubre de 2020, Struber fue nombrado entrenador del New York Red Bulls, equipo de la Major League Soccer. Los estadounidenses pagaron una cantidad no revelada a su antiguo club Barnsley para ficharlo. El austríaco hizo su debut como entrenador para el club en una derrota por 3-2 contra el Columbus Crew el 21 de noviembre. El austríaco enfrentó una mala racha cuando el equipo comenzó la temporada 2023 con una victoria, cuatro derrotas y seis empates en los primeros once juegos, además de mantener a Dante Vanzeir en un partido contra los San Jose Earthquakes después de que el jugador usó un racial insulto contra el jugador del rival, Jeremy Ebobisse. Struber dejó el club en mayo de 2023.

### Red Bull Salzburgo
El 31 de julio de 2023, fue anunciado como nuevo entrenador del Red Bull Salzburgo. Pese a ir líder en la Bundesliga, el 15 de abril de 2024 fue destituido de su cargo luego de una derrota ante el Sturm Graz.

### F. C. Colonia
En junio de 2024, fue oficializado como técnico del F. C. Colonia. El 5 de mayo de 2025, fue relevado de sus funciones después de una serie de malos resultados que pusieron en peligro el ascenso del equipo a la Bundesliga.

### Bristol City
El 19 de junio de 2025, asumió al frente del Bristol City y firmó un contrato hasta junio de 2028.

## Clubes

### Como jugador
| Club                   | País    | Año       |
| ---------------------- | ------- | --------- |
| SV Salzburg            | Austria | 1995-2001 |
| FC Puch (cedido)       | Austria | 1995      |
| Admira Wacker (cedido) | Austria | 1998      |
| SV Wörgl (cedido)      | Austria | 2000      |
| BSV Bad Bleiberg       | Austria | 2001      |
| LASK                   | Austria | 2001-2003 |
| SC Schwanenstadt       | Austria | 2003-2004 |
| FC Hallein 04          | Austria | 2004-2005 |
| SV Friedburg           | Austria | 2005-2008 |
| SC Leogang             | Austria | 2008      |
| Red Bull Salzburgo     | Austria | 2008      |

### Como entrenador
| Club               | País           | Año           |
| ------------------ | -------------- | ------------- |
| FC Liefering       | Austria        | 2017-2018     |
| Wolfsberger AC     | Austria        | 2019          |
| Barnsley           | Inglaterra     | 2019-2020     |
| New York Red Bulls | Estados Unidos | 2020-2023     |
| Red Bull Salzburgo | Austria        | 2023-2024     |
| F. C. Colonia      | Alemania       | 2024-2025     |
| Bristol City       | Inglaterra     | 2025-presente |

## Estadísticas como entrenador
| Club               | País           | Año           | PJ  | PG  | PE | PP | Efectividad |
| ------------------ | -------------- | ------------- | --- | --- | -- | -- | ----------- |
| FC Liefering       | Austria        | 2017-2018     | 15  | 6   | 1  | 8  | 42.22%      |
| Wolfsberger        | Austria        | 2019          | 21  | 11  | 4  | 6  | 58.73%      |
| Barnsley           | Inglaterra     | 2019-2020     | 39  | 14  | 8  | 17 | 42.74%      |
| New York Red Bulls | Estados Unidos | 2020-2023     | 87  | 33  | 23 | 31 | 46.74%      |
| Red Bull Salzburgo | Austria        | 2023-2024     | 34  | 20  | 6  | 8  | 64.7%       |
| F. C. Colonia      | Alemania       | 2024-2025     | 36  | 19  | 7  | 10 | 59.26%      |
| Bristol City       | Inglaterra     | 2025-presente | 0   | 0   | 0  | 0  | 0%          |
| Total              | Total          | Total         | 232 | 103 | 49 | 80 | 51.44%      |

## Palmarés

### Como jugador

#### Campeonatos nacionales
| Título               | Club             | País    | Año     |
| -------------------- | ---------------- | ------- | ------- |
| Bundesliga           | Austria Salzburg | Austria | 1996-97 |
| Supercopa de Austria | Austria Salzburg | Austria | 1997    |